# Ulla Hoffmann
Ulla Hoffmann (née le 31 mars 1942 à Solna) est une femme politique suédoise, et présidente par intérim de 2003 à 2004 du Parti de gauche.